# Lasioglossum aureotarse
Lasioglossum aureotarse là một loài Hymenoptera trong họ Halictidae. Loài này được Friese mô tả khoa học năm 1921.